# A la Revolución Mexicana
A la Revolución Mexicana es el segundo álbum de estudio de la banda chilena Inti-Illimani, publicado el año 1969. Está dedicado, como su título lo indica, a la Revolución Mexicana, incluyendo sólo canciones populares de la tradición mexicana.
El 1 de julio de 2003, en torno a múltiples reediciones y remasterizaciones de los discos LP de Inti-Illimani, el sello Warner Music Chile reeditó en formato CD el álbum Autores chilenos, del año 1971, incluyéndose A la Revolución Mexicana como temas adicionales.

## Lista de canciones[3]
| N.º   | Título                               | Escritor(es)     | Duración |  |
| 1.    | «Nuestro México, febrero veintitrés» | popular mexicana | 3:33     |  |
| 2.    | «La Valentina»                       | popular mexicana | 1:52     |  |
| 3.    | «El Siete Leguas»                    | popular mexicana | 3:57     |  |
| 4.    | «Soldado revolucionario»             | popular mexicana | 3:01     |  |
| 5.    | «La cucaracha»                       | popular mexicana | 2:41     |  |
| 6.    | «La Adelita»                         | popular mexicana | 2:51     |  |
| 17:55 |                                      |                  |          |  |

## Créditos
Inti-Illimani
- Max Berrú: Voz
- Jorge Coulón: Voz, Guitarra
- Horacio Durán: Voz
- Ernesto Pérez de Arce: Voz
- Horacio Salinas: Voz, Guitarra